# 832 Karin
Karin (asteroide 832) é um asteroide da cintura principal, a 2,633568 UA. Possui uma excentricidade de 0,0807563 e um período orbital de 1 771,17 dias (4,85 anos).
Karin tem uma velocidade orbital média de 17,59688589 km/s e uma inclinação de 1,00348º.
Este asteroide foi descoberto em 20 de Setembro de 1916 por Max Wolf.